# Peab

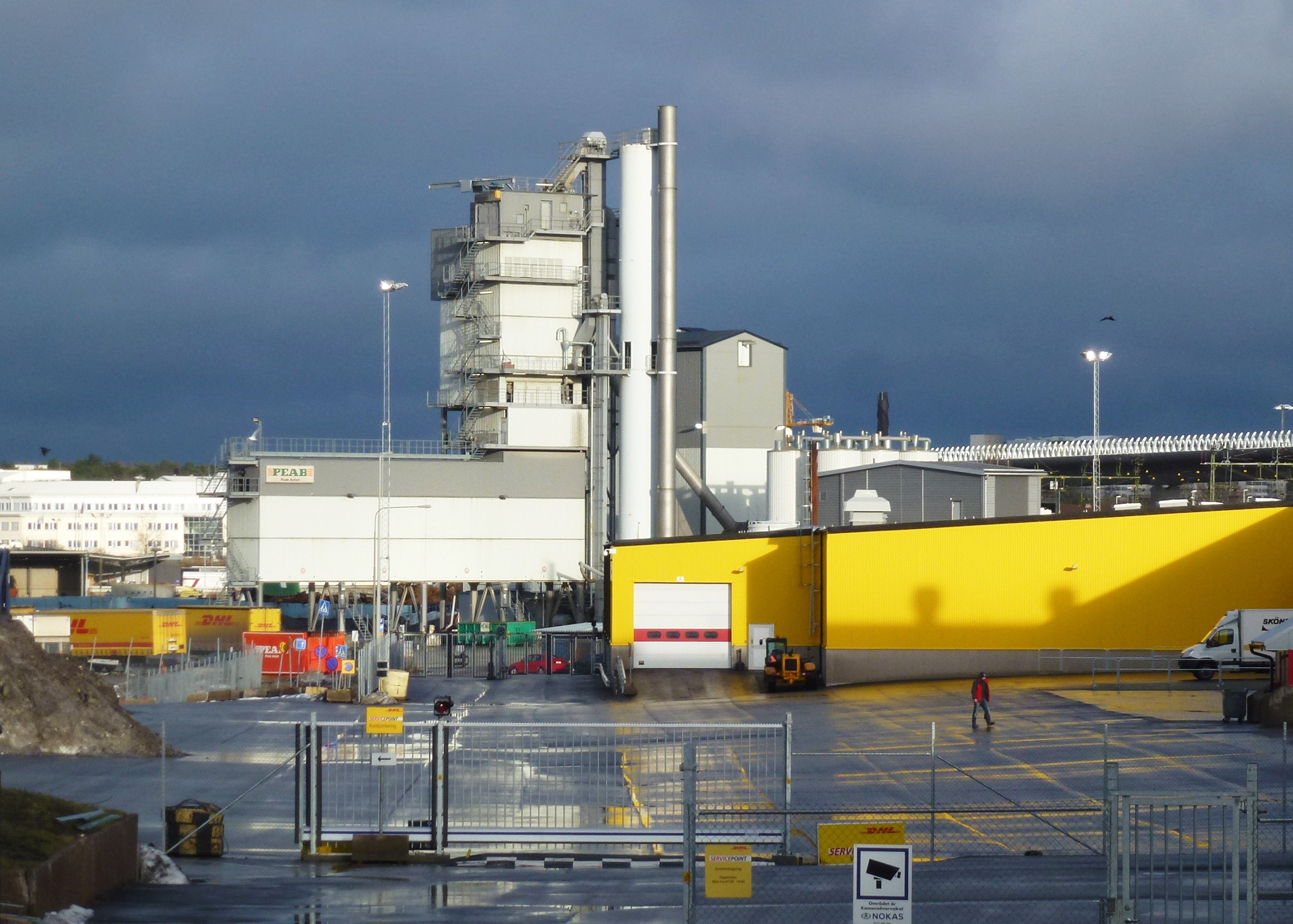
PEAB:s asfaltverk i södra Stockholm (Västberga industriområde), 2015.

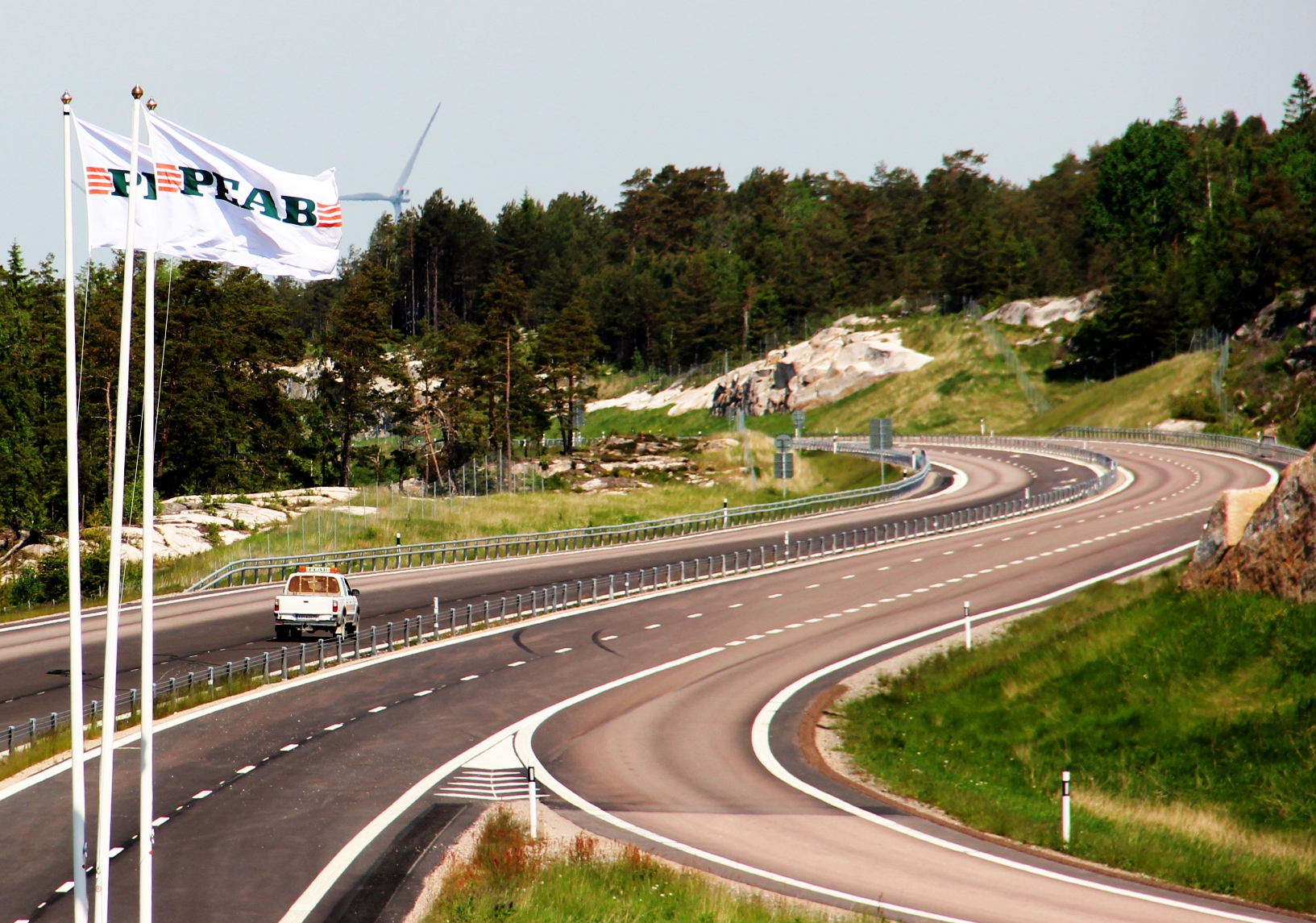
Utbyggnad av E6 i Bohuslän.

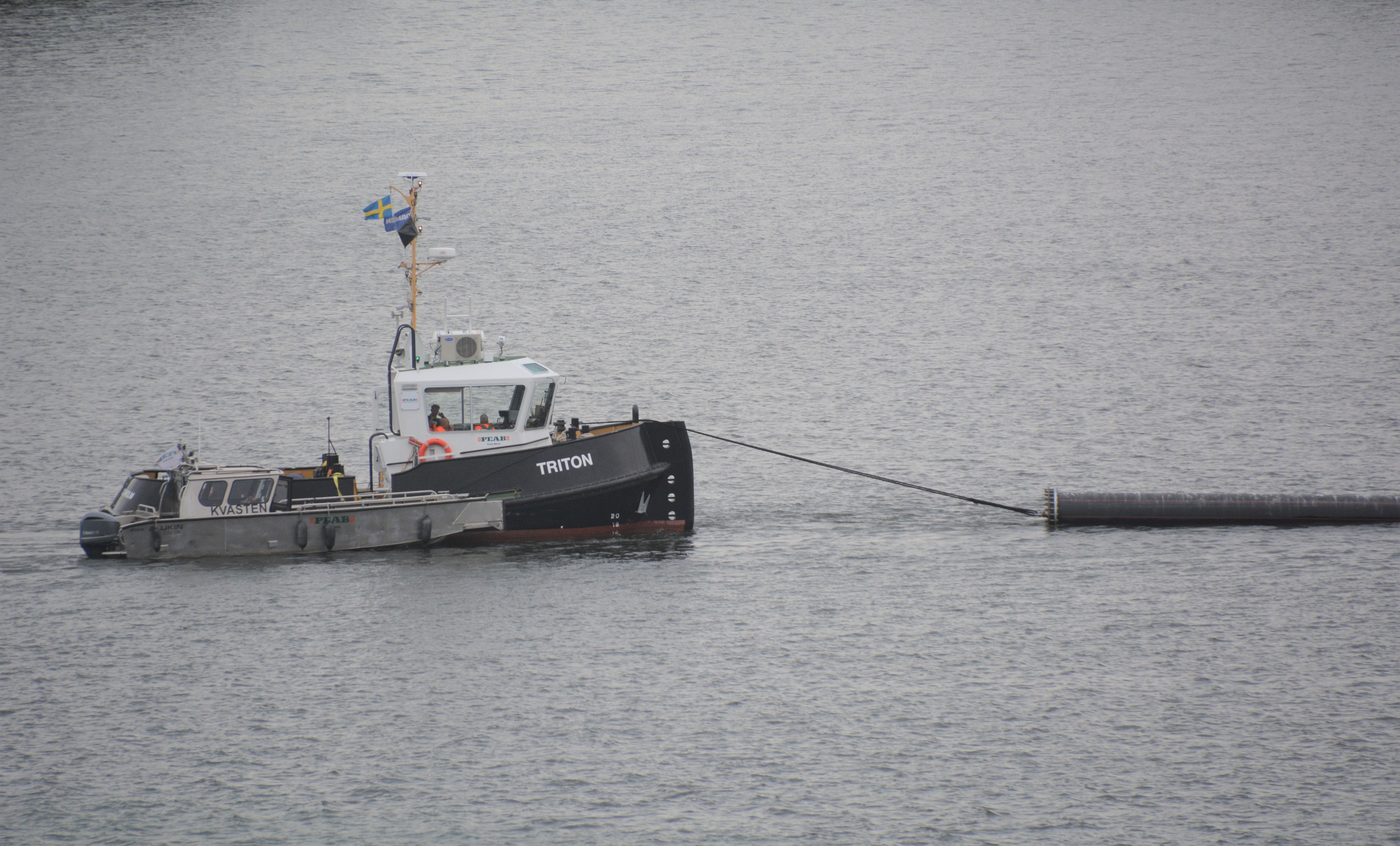
Arbetsbåtarna M/S Triton och Kvasten från Peab Marine

Peab (ursprungligen Paulsson Entreprenad Aktiebolag) är ett svenskt bygg- och anläggningsföretag med en omsättning på omkring 58 miljarder kronor och en personalstyrka på cirka 13 000 anställda. Företaget har sin huvudsakliga verksamhet i Sverige, Danmark, Norge och Finland med sammanlagt 130 kontor. Huvudkontoret ligger i Förslöv, Båstads kommun i Skåne.

## Historik
Företaget grundades som Paulssons Entreprenad AB 1959 av bröderna Mats och Erik Paulsson. Verksamheten bestod då av renhållning och soptömning åt lantbrukare. Företaget blev aktiebolag 1967 och började då ta åt sig större entreprenader. 1970 började företaget bedriva byggverksamhet. Bolaget gick 1991 samman med konkurrenten Hallströms & Nisses AB och bytte 1992 namn på den sammanslagna verksamheten till Tre Byggare. 1993 övertogs stora delar av BPA AB och bolaget namnändrades igen till PEAB.
Efter att under de tidiga åren breddat verksamheten har företaget under senare år gjort sig av med alla verksamheter som inte har med bygg- och anläggning att göra. Detta gjorde att fastighetsbeståndet knoppades av i ett separat bolag, Brinova, som delades ut till aktieägarna 2003.

## Affärsområden
- Bygg – utför entreprenader åt externa beställare och i egenutvecklade projekt. Verksamheten omfattar allt från nyproduktion till renovering och byggservicetjänster.
- Anläggning – arbetar mot både den lokala anläggningsmarknaden och med infrastrukturprojekt som broar och vägar samt drift och underhåll av gator och vägar.
- Industri – innefattar verksamhet som bland annat omfattar asfalt, betong, grundläggning, el, transport, maskin- och krantjänster.
- Projektutveckling – ansvarar för koncernens förvärv, utveckling och avyttring av bostäder och kommersiella fastigheter.

## Projekt
Några av Peabs stora byggen under de senaste åren är Friends Arena (2012) och Mall of Scandinavia (2015) i Solna samt Tele2 Arena (2013) i Johanneshov, Stockholm. Peab har också deltagit i utbyggnaden av E6 genom Bohuslän (2011–2012). Andra projekt är Stadion (2009) i Malmö (tidigare kallad Swedbank Stadion) och Victoria Tower (2011) i Kista, Stockholm.

## Ägare
Erik och Mats Paulsson äger tillsammans med sina familjer och sina barn med familjer drygt halva bolaget. År 2007 sålde Mohammed Al-Amoudi sina omkring tio procent i bolaget. År 2010 tilldelades Mats och Erik Paulsson Kungliga Patriotiska Sällskapets Näringslivsmedalj för framstående entreprenörskap som bidragit till svenskt näringsliv utveckling. År 2011 grundade Mats Paulsson en stiftelse som köpte Astra Zenecas anläggning i Lund och därigenom lade grunden för Ideon Life Science Village vid Ideon.

## Kontroverser
Arenabolaget i Solna KB kontrakterade 2006 Peab, som byggare av den nya nationalarenan, nuvarande Strawberry Arena. Chefsåklagare Alf Johansson vid Riksenheten mot korruption inledde en förundersökning om mutor i samband med bygget av den nya nationalarenan och i juni 2011 lämnades ett åtal in mot Solnas tidigare stadsdirektör Sune Reinhold. Åtal väcktes mot den moderate kommunstyrelsens ordförande Lars-Erik Salminen och ytterligare fyra personer för grov bestickning. En av dessa var Erik Paulsson, som friades.
Trots den friande domen har det faktum, att Solna kommun kringgick lagen om offentlig upphandling genom en speciell kontraktsstruktur med Peab, mött kritik för att den satte lagen ur spel. Kontraktsstrukturen är dock inte unik för Solna kommun, utan ett tillvägagångssätt som Peab sägs använda ofta.
Peab byggde även den omdebatterade Tullgarnsbron i Uppsala, som kort efter invigning havererade 6 gånger.